# Backgammon

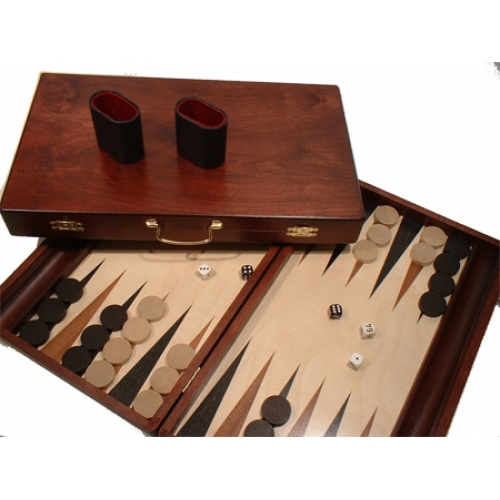
Spelset

Backgammon is een hedendaagse variant van een eeuwenoud bordspel voor twee tegenstanders, die hun speelschijven zo snel mogelijk naar het laatste kwart van het bord willen brengen om ze daarna uit het spel te nemen, waarbij het eindpunt van de een het beginpunt van de ander is. Dobbelstenen brengen een toevalselement in, maar de schijven kunnen die van de tegenstander blokkeren of slaan, zodat strategie ook een rol speelt. Het is een van de oudst bekende spelen ter wereld en de regels verschillen van streek tot streek en in de tijd.
Backgammon is de Engelse en internationale aanduiding, maar in een aantal Europese landen wordt het spel met varianten van de benaming Tric a Trac aangeduid.

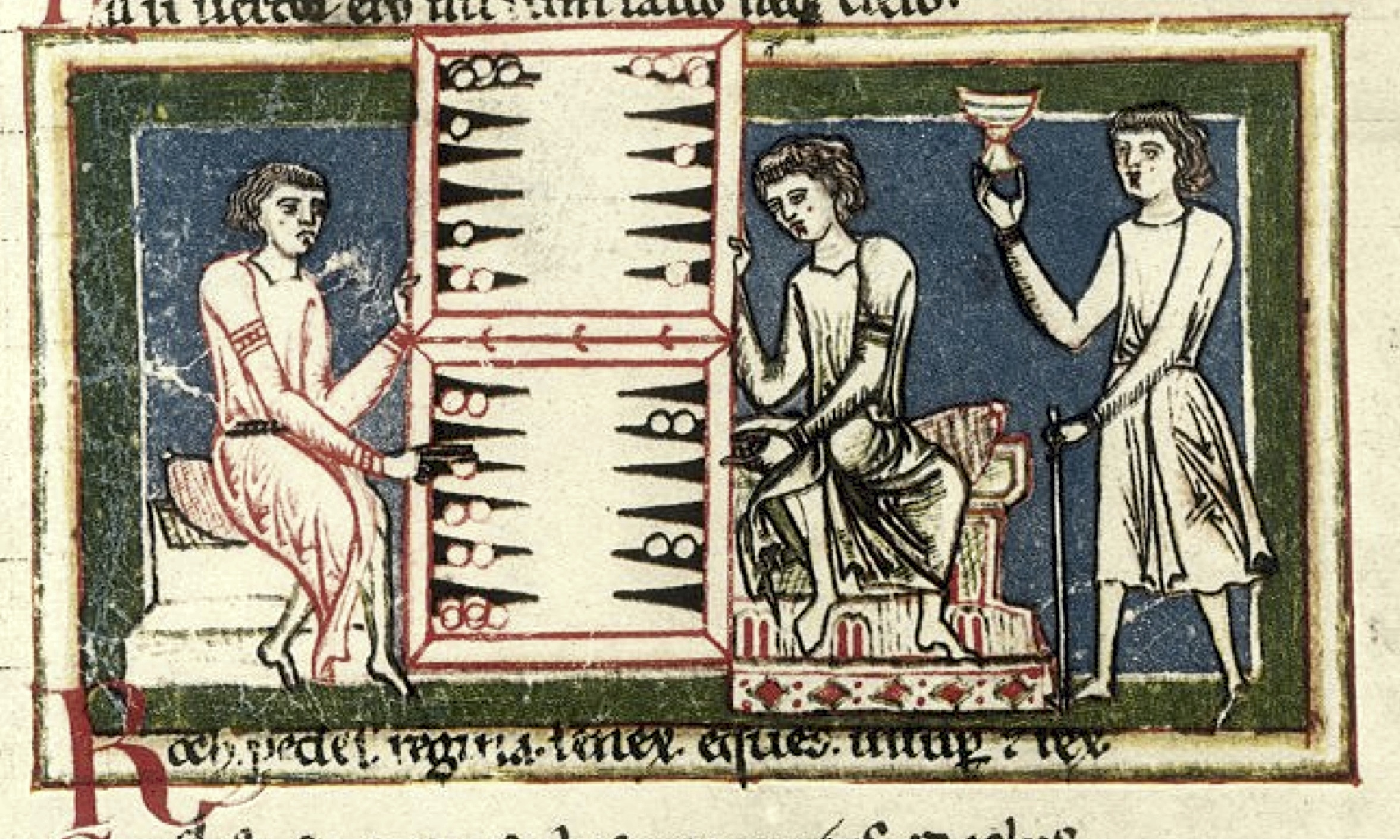
Illustratie uit 13e-eeuws wetboek

## Doel van het spel
Backgammon of triktrak is een wedstrijd waarbij twee spelers schijven via een vast aantal vakken over het veld naar een andere kant moeten laten lopen volgens de uitkomst van een worp met dobbelstenen. De andere speler loopt in tegengestelde richting. Staat er in een vak maar één schijf van de tegenstander kan deze worden 'geslagen' als de dobbelsteen bepaalt dat de tegenstander met een schijf in het zelfde vak kan belanden. Een geslagen schijf moet van het bord worden genomen en opnieuw in het spel worden gebracht. Doel van het spel is om 15 stenen als eerste naar de andere kant te brengen en daar uit het spel te halen. Wie dit als eerste heeft gedaan wint het spel.

## Geschiedenis

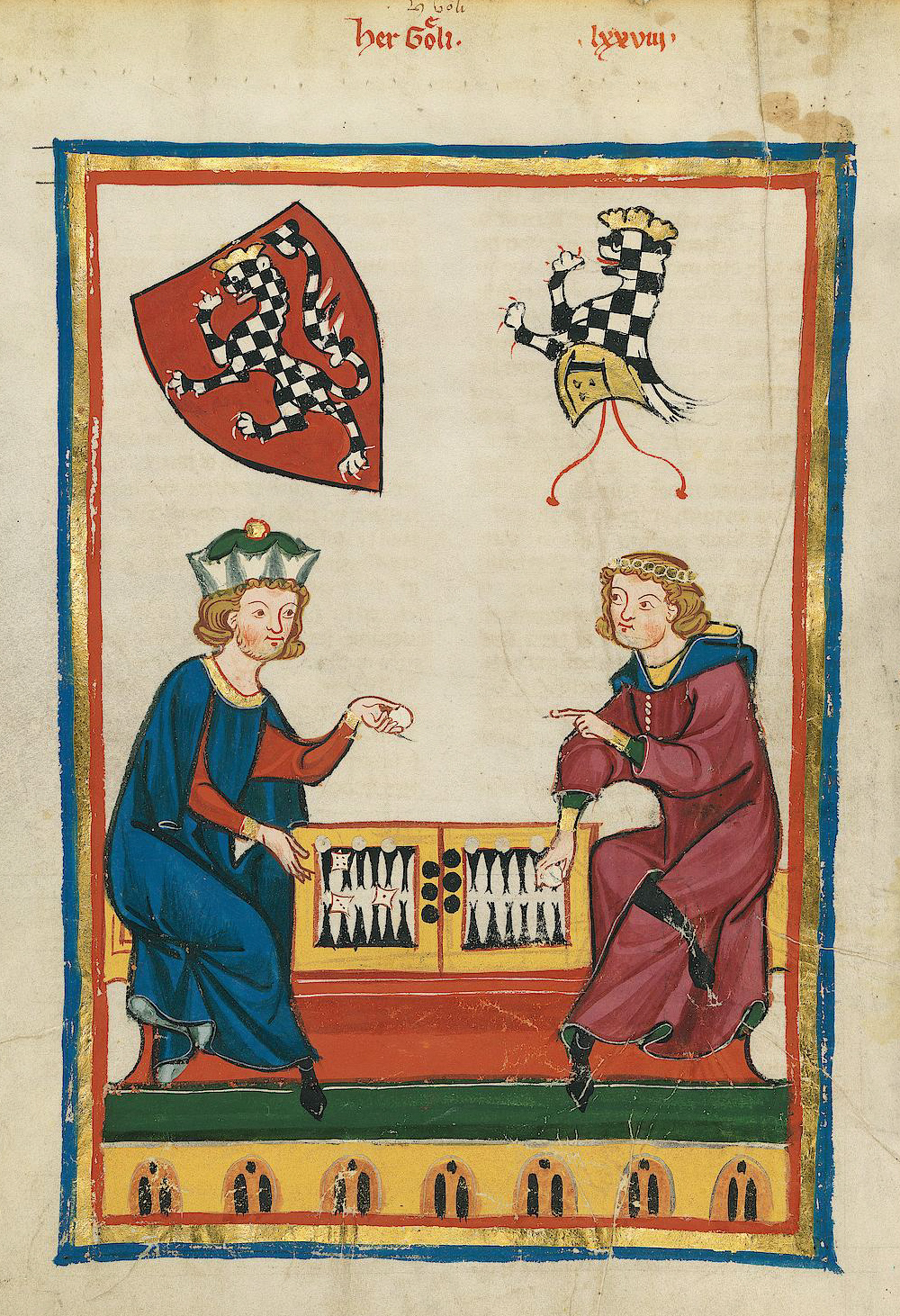
afbeelding in de Codex Manesse

Backgammon wordt gezien als een van de oudste bordspellen of tafelspellen ter wereld en de wortels van het spel liggen mogelijk duizenden jaren terug in de Soemerische cultuur in Mesopotamië, het hedendaagse Irak. De Engelse variant wordt voor het eerst als bagammon genoemd in 1635.
Het spel is niet in één keer ontstaan maar heeft een lange evolutie doorlopen. Het spel uit Mesopotamië was waarschijnlijk een voorloper, maar het speelbord had niet precies dezelfde indeling. Er waren zeer duidelijk overeenkomsten aanwezig. Waar en wanneer het eerste moderne backgammonbord is ontstaan, is onduidelijk.
Wel bekend is dat het speelbord in zijn huidige vorm in vele oude beschavingen is terug te vinden overal ter wereld. De oude Egyptenaren speelden een soortgelijk spel, de oude Grieken speelden het (Plato heeft het spel ooit genoemd en benadrukte de populariteit ervan) en ook de oude Romeinen speelden het. Ook heeft het spel een enorme populariteit gekend ten tijde van de renaissance in Frankrijk. In de roman van Walewein komt het spel voor als werptafelspel.
Uit 1920 dateert de verdubbelingsdobbelsteen met de waarden 2, 4, 8, 16, 32 en 64. De regels zoals wij die nu kennen zijn in 1931 bedacht in de Verenigde Staten. In de jaren zestig werd backgammon steeds populairder. Dit kwam mede doordat de van afkomst Russische prins Alexis Obolensky wereldkampioenschappen had georganiseerd op de Bahama's. In de jaren 70 werd het spel herontdekt door fanatieke gokkers in Amerika, waardoor het spel een wereldwijde opleving kende. Er kwamen veel toernooien, waarbij aanzienlijke bedragen konden worden gewonnen.
In de jaren 80 nam de populariteit weer wat af en al voor de jaren 2010 was backgammon op internet te spelen.
Backgammon kent mede door de evolutie die het spel heeft doorgemaakt vele varianten. Nederland heeft een eigen variant die tric trac of triktrak wordt genoemd. Door de Romeinen werd het spel Tabulae (tafeltje), Tali (kleine stenen), Alea (dobbelsteen) of Ludus Duodecim Scriptum (spel met twaalf lijnen) genoemd. In Frankrijk heet het Tric Trac en in Spanje Tables Reales. In Griekenland is Tavli een nationaal volksspel. Het bestaat uit drie aparte spelletjes: Portes, Plakoto en Fevga. Ook in Turkije, Libanon, Israël, Irak en Iran is het spel in zijn eigen varianten nog steeds populair.
De Engelse naam backgammon komt van het Engels back (terug) en game (spelen).

## Spelregels

### Beginsituatie en doel
Het speelbord bestaat uit 24 punten die meestal getoond worden als om en om gekleurde driehoeken. Een voorbeeld is hierboven getoond. De punten zijn voor de speler met de groene schijven genummerd van 1 (rechtsonder) via 12 (linksonder), 13 (linksboven) tot 24 (rechtsboven). De punten 1 tot en met 6 worden het thuisvak genoemd. Voor de speler met de blauwe schijven is de nummering andersom (niet getoond), zijn thuisvak is rechtsboven. Het bord is vaak afgebeeld op de binnenzijden van een plat koffertje, waarin ook de speelstukken zitten, zodat het spel makkelijk is mee te nemen.
Beide spelers hebben bij aanvang 15 schijven, die als volgt verdeeld zijn:
- 5 schijven op punt 6
- 3 schijven op punt 8
- 5 schijven op punt 13
- 2 schijven op punt 24

De spelrichting voor beide spelers is verschillend. Eén speler speelt tegen de klok in terwijl de andere speler met de klok mee speelt, zoals met pijlen is aangegeven.
Schijven die geslagen worden, worden in het midden op de bar gelegd, geel in de afbeelding. Deze schijven moeten zo snel mogelijk weer in het spel worden gebracht, waarbij geteld wordt vanaf punt 24. Dus als een speler een 2 gooit, kan hij een schijf van de bar op punt 23 leggen. Zolang er een schijf op de bar ligt, mag de speler geen andere zetten doen, behalve schijven van de bar in het spel terugbrengen.
Het doel van het spel is om als eerste alle eigen schijven van het bord te verwijderen. Ze komen dan te liggen op de rand, die in de afbeelding rood is. Indien een speler al zijn schijven verwijderd heeft en zijn tegenstander nog geen enkele, wint hij een 'gammon'. Een gammon is twee keer de inzet waard. Heeft een speler al zijn schijven verwijderd en zijn tegenstander heeft niet alleen geen enkele schijf uit, maar heeft ook nog een schijf in het thuisvak van de tegenstander staan, dan wint hij een 'backgammon': een backgammon telt voor drie keer de inzet.
Sommigen prefereren het hierboven getoonde speelbord. Men zal dit bord echter zelden tegenkomen. De situatie wordt er overzichtelijker door, doordat beide spelers (die immers tegenover elkaar zitten) altijd van links naar rechts spelen, waardoor vergissingen niet gauw voorkomen. Nadeel is dat het bord veel tafelruimte inneemt.

### Verplaatsing van schijven

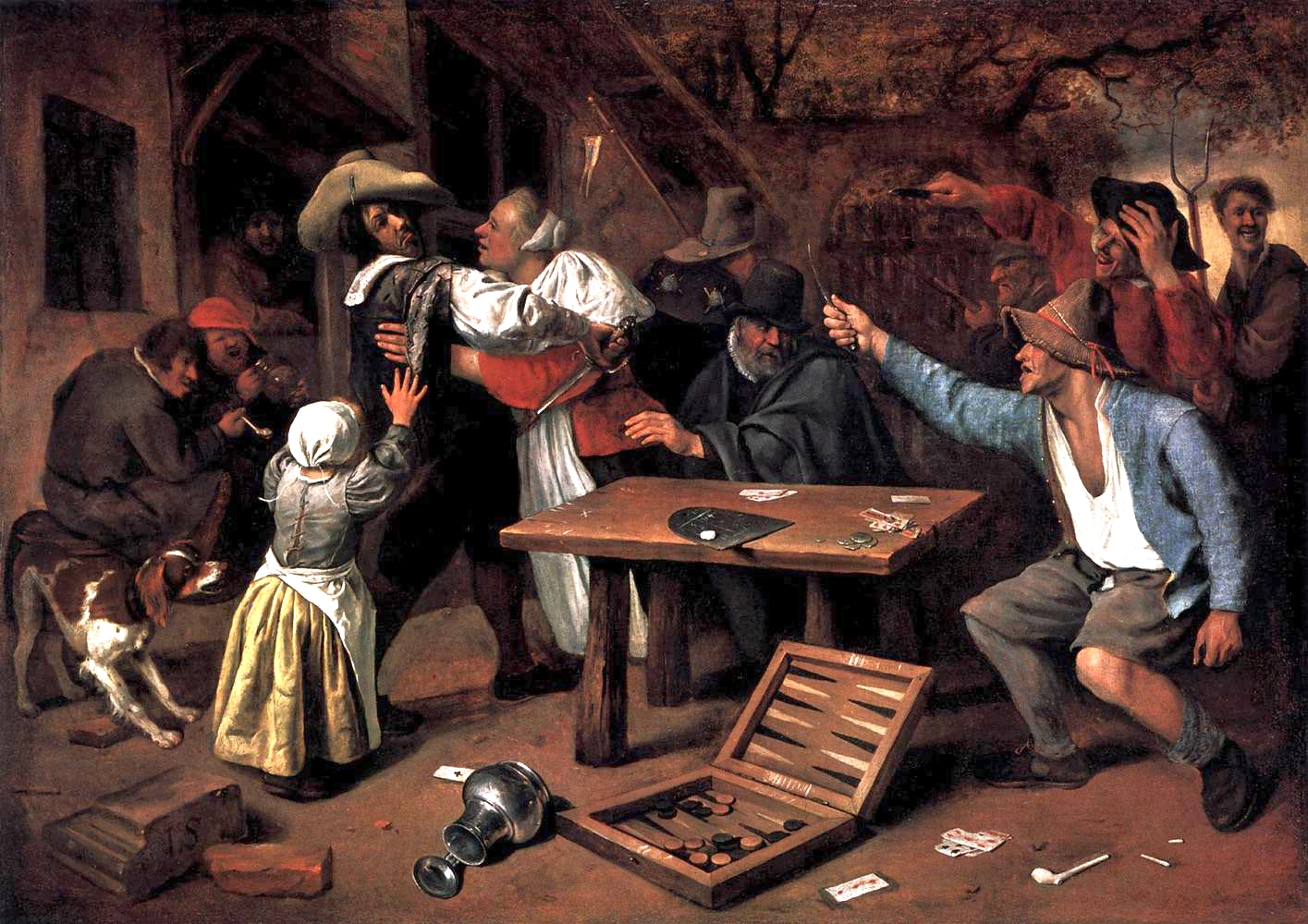
Ruzie over een kaartspel, Jan Steen, 1664/1665, Staatliche Museen

Door met twee dobbelstenen te gooien, bepaalt een speler hoeveel plaatsen hij een, twee en in sommige gevallen zelfs drie of vier schijven mag verplaatsen. Als een speler een 3 en een 6 gooit, mag hij een schijf eerst 3 en dan 6 punten opschuiven, of een schijf 3 en een andere schijf 6 punten. Hierbij is het belangrijk dat de punt waarop de schijf terecht zal komen niet bezet is door 2 of meer schijven van de tegenstander. Daarom is het ook niet toegestaan om één schijf direct 9 punten te verplaatsen; alle tussenliggende zetten moeten legaal zijn, de punt 3 plaatsen verder of 6 plaatsen verder dient vrij te zijn.
Indien een speler met zijn dobbelstenen gelijke cijfers gooit (bijvoorbeeld tweemaal een 5), dan telt deze worp dubbel. De speler mag dan 4 schijven over 5 punten verplaatsen. Uiteraard mag de speler dan ook viermaal met dezelfde schijf bewegen, indien dit mogelijk is.
Indien de punt waarop de schijf terecht zou komen bezet is door slechts één schijf van de tegenstander, mag de verplaatsing wel uitgevoerd worden. De schijf van de tegenstander wordt dan geslagen, en op de balk in het midden gelegd. Indien schijven van een speler geslagen zijn, moeten deze eerst weer terug in het spel worden gebracht voordat andere verplaatsingen toegestaan zijn. Het terugbrengen van schijven gebeurt door de schijf in het kwadrant rechtsboven (het verste kwadrant van de speler) terug te zetten volgens de gegooide worp met de dobbelsteen. Een worp van 1 betekent dat de schijf teruggezet mag worden op punt 24, een worp van twee op punt 23, et cetera. Ook hier geldt dat als deze punt bezet is door twee of meer schijven van de tegenstander, de eigen schijf niet in het spel gebracht mag worden via deze punt.
Als een speler slechts een van zijn twee gegooide cijfers kan uitvoeren, maar hij kan kiezen welke, dan moet hij verplicht het hoogste cijfer uitvoeren. Als een speler geen reglementaire verplaatsing tot zijn beschikking heeft, moet hij passen.

### Schijven verwijderen
Een speler mag zijn eigen schijven verwijderen van het speelbord als eerst al zijn schijven in zijn thuisvak zijn gebracht. De schijven worden dan weer verwijderd volgens de gegooide dobbelstenen: een worp van 1 en 4 betekent dat er een schijf van punt 1 en een schijf van punt 4 verwijderd mogen worden. Als de worp een punt betreft waarop geen schijf ligt, moet er een normale verplaatsing gebeuren. Als de gegooide worp echter hoger is dan het hoogste nummer van een punt waarop nog schijven aanwezig zijn, moet de speler een schijf van het nog hoogst bezette punt verwijderen. De speler die het eerste al zijn schijven van het bord verwijderd heeft is de winnaar.

### Puntentelling
Backgammon wordt vaak gespeeld om punten, bijvoorbeeld als er voor geld wordt gespeeld. Er wordt dan onderscheid gemaakt hoeveel punten de speler krijgt bij winst.
- De speler krijgt 3 punten als er een backgammon is gehaald. Dit betekent dat de tegenstander nog schijven op de balk heeft liggen. Ook indien de tegenstander het thuisvak niet heeft kunnen verlaten is er sprake van een backgammon.
- De speler krijgt 2 punten als deze een gammon hebt gehaald. Dit betekent dat alle schijven van de tegenstander nog op het bord liggen.
- De speler krijgt 1 punt als de tegenstander ook al bezig was met het verwijderen van zijn stukken van het bord.

### Verdubbelen

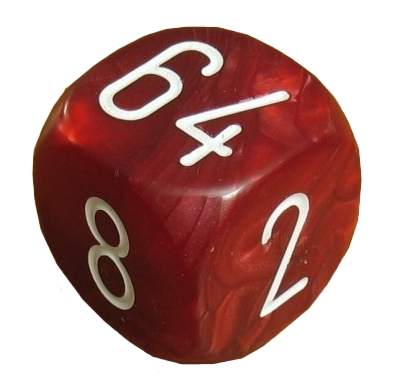
De verdubbelings-dobbelsteen

De verdubbelingssteen is door gokkers aan het spel toegevoegd en is sindsdien een belangrijk onderdeel van het spel. De regels worden bij alle belangrijke Casinotoernooien toegepast.
De dubbeldobbelsteen ook wel cube genoemd is de vaak grotere dobbelsteen met daarop de cijfers 2, 4, 8, 16, 32 en 64.
Backgammon wordt gespeeld om een bepaald aantal punten of inzet (de stake). De verdubbelsteen is aan het spel toegevoegd zodat een speler die op een bepaald moment in een spel voorstaat de mogelijkheid heeft om de inzet te verhogen. Hij doet dit door de cube op te pakken en te draaien waardoor de 2 boven komt. Hij overhandigt de cube vervolgens aan zijn tegenstander die hem kan weigeren (het spel eindigt nu en de dubbelende speler wint nu met één keer de inzet) of hij accepteert de aangeboden dubbel. Het spel wordt nu doorgespeeld met de dubbele oorspronkelijke inzet.
De speler die zojuist gedubbeld heeft kan nu niet nog een keer dubbelen. Door het aanbieden van de cube heeft hij het recht de cube te hanteren aan zijn tegenstander gegeven. Indien het spelverloop zich nu zou draaien in het voordeel van de andere speler dan kan die ervoor kiezen de cube terug te geven met de inzet op 4 x de oorspronkelijke inzet.
Er zijn enkele aanvullende regels met betrekking tot het gebruik van de cube. Deze hebben betrekking op verschillende soorten matches (matchgame of single game) en zijn nooit tegelijkertijd van toepassing, wel combinaties ervan. Hier de regels met korte beschrijving:
- Crawfordregel: Wanneer een spel op matchpoint komt mag er die betreffende game niet gedubbeld worden. Deze game wordt ook wel Crawford match genoemd.
- Jacoby regel: Wanneer er gedurende een spel niet gedubbeld is zijn gammons of backgammons niet geldig en wint De speler dus altijd maar één keer de oorspronkelijke inzet.
- Beavers: Wanneer men een dubbel krijgt aangeboden kan de speler direct terugdubbelen in dezelfde beurt zonder het eigendom over de cube te verliezen.
- Raccoons: Als aanvulling op Beavers mag nu de oorspronkelijke dubbelaar de cube nog een keer verhogen binnen dezelfde beurt (als aangegeven bij beavers). Echter blijft het eigendom bij de speler die de beaver inzette.

## Strategie
Er zijn veel boeken geschreven waarin de strategie van Backgammon wordt beschreven.
Het is belangrijk om te anticiperen op de race: "Loopt de speler achter of voor?"
Loopt de speler voor? Dan is het zaak om voorzichtig te spelen en veilig de tegenstander te passeren opdat men deze voorsprong niet verliest.
Loopt de speler achter? Dan is een val voor de tegenstander zetten zodat deze geslagen kan worden en achtergehouden kan houden de juiste aanpak. De term hiervoor is "Timing".
Een andere strategie is om in het begin van het spel agressiever te spelen en de strategische punten in het veld te bezetten om zodoende het spel tot een goed einde te brengen. Het belangrijkste punt om te bezetten is het zogenaamde "Golden Point". Dit is het vijfpunt in het thuisveld van de tegenstander. Wanneer dit punt bezet is, bestaat er een goede kans om met een hoge dubbel te vluchten en kan de tegenstander geblokkeerd worden door het maken van een muur die lang genoeg stand kan houden om de winst tegen te houden.

## Openingszetten
| Worp | Voorkeursspel | Alternatief  | Alternatief  | Alternatief |
| ---- | ------------- | ------------ | ------------ | ----------- |
|      |               | 13-11, 6-5   | 13-11, 24-23 |             |
|      | 8-5, 6-5      |              |              |             |
|      | 13-9, 24-23   | 13-8         |              |             |
|      | 13-8, 24-23   | 13-8, 6-5    |              |             |
|      | 13-7, 8-7     |              |              |             |
|      | 13-11, 24-21  | 13-10, 13-11 |              |             |
|      | 8-4, 6-4      |              |              |             |
|      | 13-8, 24-22   | 13-8, 13-11  |              |             |
|      | 13-11, 24-18  |              |              |             |
|      |               | 13-10, 13-9  | 13-10, 24-20 | 13-9, 24-21 |
|      | 8-3, 6-3      |              |              |             |
|      | 24-18, 13-10  | 24-15        |              |             |
|      | 13-8, 24-20   | 13-8, 13-9   |              |             |
|      |               | 8-2, 6-2     | 24-14        | 24-18, 13-9 |
|      | 24-13         |              |              |             |

## Grote internationale toernooien
Ieder jaar worden er nog steeds grote backgammontoernooien georganiseerd. Zo wordt elk jaar in Monte Carlo het wereldkampioenschap gehouden. In 2006 wist de Nederlander Philip Vischjager dit toernooi als eerste Nederlander ooit te winnen. In 1995 won de Nederlander Evert van Eick het Europees kampioenschap backgammon. Van 1988 tot 1998 vond elke twee jaar ook de wereldbeker backgammon plaats. Het grootste jaarlijkse backgammontoernooi is het Nordic Open.

## Tric Trac of Triktrak

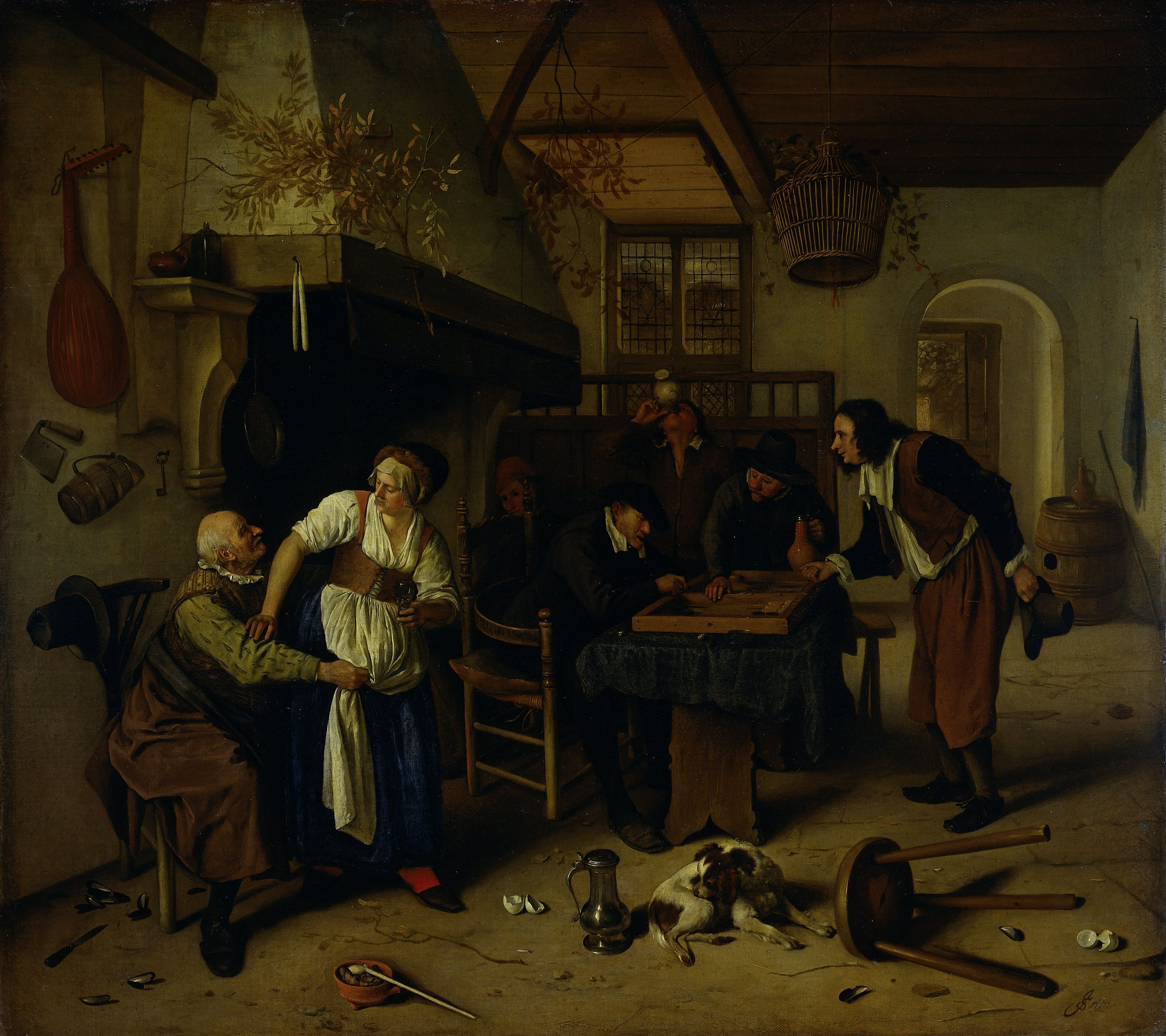
Herberginterieur met een oude man, die zich amuseert met de waardin, en triktrakspelers, bekend als ‘Tweeërlei spel’, Jan Steen, tussen 1660 en 1679, Rijksmuseum Amsterdam

Het Nederlandse Tric Trac of Triktrak kent eigen spelregels die niet helemaal hetzelfde zijn:
- Er wordt begonnen met een leeg speelveld, pas als een speler al zijn vijftien stenen in het startveld heeft geplaatst mag hij deze verder verplaatsen.
- Er mogen maximaal vijf stenen op een rij geplaatst worden.
- Bij een worp van ...
  - (dit heet een Tric Trac) mag in oplopende volgorde dubbel 1, dubbel 2, dubbel 5 en dubbel 6 worden verplaatst (score = 28).
  - twee dezelfde getallen worden eerst deze twee getallen verplaatst en daarna de getallen aan de onderzijde van de dobbelstenen (score = 14).
  - twee verschillende getallen (behalve bij een Tric Trac) moet eerst het laagste getal en daarna het hoogste getal worden verplaatst.
- Als niet alle getallen van een worp kunnen worden ingezet dan vervallen alle getallen na het eerste getal dat niet ingezet kan worden.
- Eenmaal in het thuisvak mogen de stenen hierin niet meer worden verschoven, het is dan enkel nog afleggen of niets.
- Als een speler dubbel gooit dan mag deze speler nogmaals gooien.
- Het thuisvak van een speler is voor hem verboden terrein als hij nog stenen in het startveld of op de bar heeft staan.

## Symboliek
In de beeldende kunst is het triktrakspel het symbool van de luiheid, een van de zeven hoofdzonden. Het komt voornamelijk voor in de Nederlandse kunst van de zestiende en zeventiende eeuw.